# Fredrik Habicht
Fredrik Habicht, född 5 maj 1799, död 31 december 1843 i Stockholm, var en svensk skådespelare och operasångare (tenor).

## Biografi
Habicht var bokhållare på ett handelskontor i Stockholm, men ägnade sig samtidigt åt amatörteater i sällskapet Polymnia. Han blev elev vid Kungliga Teatern 1 januari 1833 och debuterade den 29 mars samma år som Adolf i Nicolas Dalayracs De bägge arrestanterna. Tack vare sin scenvana från amatörteatern rörde han sig obehindrat i sin inte helt lätta roll och han hyllades i Aftonbladet för sin debut. Bland hans roller kan nämnas Lorenzo i Den stumma från Portici, Raimbaut i Robert av Normandie, Lord Arthur Bucklaw i Lucia di Lammermoor, Cossé i Hugenotterna, Antonio i Den tjuvaktiga skatan och Marquis de Chateauneuf i Tsar och timmerman. Han främsta roll var Lord Cockburn i Fra Diavolo.
Han gifte sig den 22 juni 1824 med Katarina Wilhelmina Nordling, med vilken han fick sex barn. 
Habicht avled 31 december 1843 efter en kortare tids nervfeber.